# 韦尔泰什托尔瑙
韦尔泰什托尔瑙，是匈牙利科马罗姆-埃斯泰尔戈姆州所辖的一个村。总面积16.95平方公里，总人口548，人口密度32.3人/平方公里（2011年1月1日）。